# Unter Verdacht: Willkommen im Club
Willkommen im Club ist ein deutscher Fernsehfilm von Edward Berger aus dem Jahr 2006. Es handelt sich um die sechste Episode der ZDF-Kriminalfilmreihe Unter Verdacht mit Senta Berger als Dr. Eva Maria Prohacek in der Hauptrolle.

## Handlung
Der Staatsanwalt Dr. Koch ist gerade im Begriff, eine Razzia des SEK gegen eine Autoschieberbande abzubrechen, da kommt es zu einer undurchsichtigen Schießerei, bei der ein Polizist schließlich schwer verletzt wird. Die Einsatzleiterin Daniela Groeber klagt das Fehlverhalten Kochs massiv an. Dr. Eva Maria Prohacek nimmt die Ermittlungen gegen den Staatsanwalt auf und blickt auf die Beweggründe seiner Handlung.

## Hintergrund
Der Film wurde vom 19. August 2004 bis zum 22. September 2004 in München und Umgebung gedreht. Die Folge wurde am 8. April 2006 um 20:15 Uhr im ZDF erstausgestrahlt. Der verantwortliche Szenenbildner Christian Kettler hat den Deutschen Fernsehpreis 2006 in der Kategorie Beste Ausstattung gewonnen.

## Kritik
Die Kritiker der Fernsehzeitschrift TV Spielfilm vergaben dem Film die bestmögliche Wertung, sie zeigten mit dem Daumen nach oben. Sie konstatierten: „Schöne Watsche gegen bayrischen Übermut“.